# Ludwik Erhardt
Ludwik Erhardt (ur. 29 kwietnia 1934 w Kościeszkach, zm. 11 marca 2022 (podawana jest także data 12 marca 2022)) – polski muzykolog i dziennikarz muzyczny.

## Życiorys
Urodził się w Kościeszkach k. Grodna. W 1956 ukończył studia z zakresu muzykologii na Uniwersytecie Warszawskim. Od 1958 był członkiem redakcji „Ruchu Muzycznego”, od 1960 sekretarzem jego redakcji, następnie zastępcą redaktora naczelnego, a w latach 1971–2008 redaktorem naczelnym pisma. Był też członkiem Związku Kompozytorów Polskich. 
W 1985 otrzymał doroczną nagrodę Związku Kompozytorów Polskich, a w 2007 Srebrny Medal „Zasłużony Kulturze Gloria Artis”.

## Publikacje
- Balety Igora Strawińskiego (1962)
- Brahms (1969)
- Papierowe nosy (1970)
- Poniżej muzyki. Artykuły, recenzje, felietony (1972)
- Muzyka w Polsce (1974)
- Spotkania z Krzysztofem Pendereckim (1975)
- Igor Strawiński (1978)
- Sztuka dźwięku (1980)
- Spacerem po historii muzyki (t. 1–2, 2012)
- Robert Schumann. Szkice do monografii (2013)
- Circa 180 (2014)